# Distretto di Imst
Il distretto di Imst (in tedesco Bezirk Imst) è un distretto amministrativo dello stato del Tirolo, in Austria. Il capoluogo è Imst.

## Geografia fisica
Il distretto comprende parte della valle superiore dell'Inn con le valli tributarie: Ötztal, Pitztal e Gurgltal. Il distretto è dominato da alte vette alpine appartenenti alle Alpi dello Stubai, Alpi Venoste e Monti di Mieming e del Wetterstein.

## Geografia antropica

### Città
- Imst

### Paesi
- Il distretto non ha comuni di Paesi

### Borghi
- Arzl im Pitztal
- Haiming
- Imsterberg
- Jerzens
- Karres
- Karrösten
- Längenfeld
- Mieming
- Mils bei Imst
- Mötz
- Nassereith
- Obsteig
- Oetz
- Rietz
- Roppen
- St. Leonhard im Pitztal
- Sautens
- Silz
- Sölden
- Stams
- Tarrenz
- Umhausen
- Wenns